# Opera w Oslo
Gmach opery w Oslo (norw. Operahuset) – opera znajdująca się w dzielnicy Bjørvika, w centrum Oslo, przy Oslofjorden.
Budynek ma powierzchnię 38 500 m² na których znajduje się 1350 miejsc na parterze i dodatkowe 400 miejsc na pierwszej kondygnacji.
Ceremonia otwarcia odbyła się 12 kwietnia 2008. Całkowity koszt budowy planowany był na 4,4 miliardy NOK.
W kwietniu 2009 roku budynek Opery autorstwa pracowni Snøhetta dostał nagrodę Miesa van der Rohe – nagrodę przyznawaną przez Unię Europejską dla współczesnej architektury.